# Sans rancune et sans regret
Pour les articles homonymes, voir Rancune (homonymie).
Albums de Rika Zaraï
L'Espoir
(1983) Story
(1988)
Sans rancune et sans regret est un album français de la chanteuse israélienne Rika Zaraï paru en 1985 en France chez Carrère. 

## Chansons de l'album
| 1.                     | Sans rancune et sans regret | Bob Mehdi, Cyril Assous                    | 3:13 |
| 2.                     | Les Mains dans les poches   | Alain Garcia, Rika Zaraï, Cyril Assous     | 3:36 |
| 3.                     | L'Existence                 | Michel Jourdan, Charles Aznavour           | 2:45 |
| 4.                     | Adieu tristesse             | Rakefeth, Louis Amade                      | 3:18 |
| 5.                     | Galil                       | Rika Zaraï                                 | 3:12 |
| 6.                     | Les Murs                    | Alain Garcia, Cyril Assous                 | 3:35 |
| 7.                     | Une femme objet             | Shlomo Gronich, Alain Garcia               | 3:04 |
| 8.                     | J'ai le cœur tzigane        | Michel Jourdan, Rika Zaraï                 | 2:32 |
| 9.                     | Casino                      | Charles Level, Rika Zaraï, Gérard Salesses | 3:19 |
| 10.                    | Viens dans ma maison        | Pierre Delanoé, Patrick Lemaître           | 3:14 |
| 31 minutes 38 secondes |                             |                                            |      |

## Crédits
- Arrangements : Gérard Salesses
- Réalisation : Jean-Pierre Magnier
- Enregistrement : Studio Guillaume Tell (ingénieur : Roland Guillotel)
- Photo : Michel Jeanneau
- Gravure : Master One/André Périat
- Production : Mangina Music Records
- Edition : Mangina Music